# Księżyc Jowisza
Księżyc Jowisza (węg. Jupiter holdja) – węgiersko-niemiecko-francuski dramat science fiction z 2017 roku w reżyserii Kornéla Mundruczó. Tytuł pochodzi od Europy, czwartego co do wielkości, zimnego i lodowatego księżyca Jowisza. Światowa premiera filmu odbyła się w konkursie głównym na 70. MFF w Cannes.

## Fabuła
Aryan, 17-letni syryjski uchodźca, chce nielegalnie przekroczyć węgierską granicę, ale nie udaje mu się to, gdyż postrzelił go policjant. W wyniku postrzału chłopiec uzyskuje niezwykłą umiejętność – zaczyna lewitować jak anioł. Racjonalny ale i cyniczny lekarz opiekujący się obozem dla uchodźców widzi w tym zjawisku szansę na biznes, więc obiecuje mu paszport i pomoc w ucieczce. Chłopiec przyjmuje jego propozycję. Jednak spotkanie z cudem wstrząśnie życiem lekarza i zmusi go do poszukiwania nowych odpowiedzi na wszystko, w co do tej pory wierzył.

## Obsada
- Zsombor Jéger – Aryan
- Merab Ninidze – dr Stern (głos w wersji węgierskiej – András Bálint)
- György Cserhalmi – László
- Móni Balsai – Vera
- Péter Haumann – Zentai
- Brigitta Egyed – Edit
- Ákos Birkás – György
- Can Togay – naczelnik policji
- Zoltán Mucsi – kelner
- Tamás Szabó Kimmel – pułkownik

## Produkcja
Film nakręcony w koprodukcji węgiersko–niemiecko-francuskiej otrzymał dotację w wysokości 697 mln forintów od Narodowego Funduszu Filmowego. Ponadto był sponsorowany przez niemieckie regionalne fundacje filmowe, kanały telewizyjne oraz fundusz koprodukcyjny Rady Europy – Euroimages. Zdjęcia kręcono w Budapeszcie.

## Nagrody i nominacje
- udział w konkursie głównym o Złotą Palmę na 70. MFF w Cannes.
- Złota Kamera dla Marcella Réva na MFF w Bitoli w 2017 roku[5].